# Phil Esposito
Philip Anthony Esposito, OC, född 20 februari 1942 i Sault Ste. Marie, Ontario, är en kanadensisk före detta professionell ishockeyspelare som spelade 18 säsonger i NHL för Chicago Black Hawks, Boston Bruins och New York Rangers. Han har även varit huvudtränare och general manager för New York Rangers.
1998 samlade tidningen The Hockey News ihop en kommitté av 50 hockeyexperter bestående av före detta NHL-spelare, journalister, TV-bolag, tränare och styrelsemedlemmar för att göra en lista över de 100 bästa spelarna i NHL:s historia. Experterna röstade fram Phil Esposito på 18:e plats. Phils bror Tony Esposito spelade också ishockey på NHL-nivå, han var en av 1970-talets bästa målvakter.

## Statistik

### Klubbkarriär
|                           |                           |                           |         | Grundserie | Grundserie | Grundserie | Grundserie | Grundserie |     | Slutspel | Slutspel | Slutspel | Slutspel | Slutspel |
| Säsong                    | Lag                       | Liga                      | Matcher | Mål        | Assists    | Poäng      | Utv.       | Matcher    | Mål | Assists  | Poäng    | Utv.     |          |          |
| ------------------------- | ------------------------- | ------------------------- | ------- | ---------- | ---------- | ---------- | ---------- | ---------- | --- | -------- | -------- | -------- | -------- | -------- |
| 1961–62                   | St. Catharines Teepees    | OHA                       | 49      | 32         | 39         | 71         | 54         | 6          | 1   | 4        | 5        | 9        |          |          |
| 1961–62                   | Sault Thunderbirds        | EPHL                      | 6       | 0          | 3          | 3          | 2          | —          | —   | —        | —        | —        |          |          |
| 1962–63                   | St. Louis Braves          | EPHL                      | 71      | 36         | 54         | 90         | 51         | —          | —   | —        | —        | —        |          |          |
| 1963–64                   | St. Louis Braves          | CPHL                      | 43      | 26         | 54         | 80         | 65         | —          | —   | —        | —        | —        |          |          |
| 1963–64                   | Chicago Black Hawks       | NHL                       | 27      | 3          | 2          | 5          | 2          | 4          | 0   | 0        | 0        | 0        |          |          |
| 1964–65                   | Chicago Black Hawks       | NHL                       | 70      | 23         | 32         | 55         | 44         | 13         | 3   | 3        | 6        | 15       |          |          |
| 1965–66                   | Chicago Black Hawks       | NHL                       | 69      | 27         | 26         | 53         | 49         | 6          | 1   | 1        | 2        | 2        |          |          |
| 1966–67                   | Chicago Black Hawks       | NHL                       | 69      | 21         | 40         | 61         | 40         | 6          | 0   | 0        | 0        | 7        |          |          |
| 1967–68                   | Boston Bruins             | NHL                       | 74      | 35         | 49         | 84         | 21         | 4          | 0   | 3        | 3        | 0        |          |          |
| 1968–69                   | Boston Bruins             | NHL                       | 74      | 49         | 77         | 126        | 79         | 10         | 8   | 10       | 18       | 8        |          |          |
| 1969–70                   | Boston Bruins             | NHL                       | 76      | 43         | 56         | 99         | 50         | 14         | 13  | 14       | 27       | 16       |          |          |
| 1970–71                   | Boston Bruins             | NHL                       | 78      | 76         | 76         | 152        | 71         | 7          | 3   | 7        | 10       | 6        |          |          |
| 1971–72                   | Boston Bruins             | NHL                       | 76      | 66         | 67         | 76         | 15         | 9          | 15  | 24       | 24       | 24       |          |          |
| 1972–73                   | Boston Bruins             | NHL                       | 78      | 55         | 75         | 87         | 2          | 0          | 1   | 1        | 2        | 2        |          |          |
| 1973–74                   | Boston Bruins             | NHL                       | 78      | 68         | 77         | 145        | 58         | 16         | 9   | 5        | 14       | 25       |          |          |
| 1974–75                   | Boston Bruins             | NHL                       | 79      | 61         | 66         | 127        | 62         | 3          | 4   | 1        | 5        | 0        |          |          |
| 1975–76                   | Boston Bruins             | NHL                       | 12      | 6          | 10         | 16         | 8          | —          | —   | —        | —        | —        |          |          |
| 1975–76                   | New York Rangers          | NHL                       | 62      | 29         | 38         | 67         | 28         | —          | —   | —        | —        | —        |          |          |
| 1976–77                   | New York Rangers          | NHL                       | 80      | 34         | 46         | 80         | 52         | —          | —   | —        | —        | —        |          |          |
| 1977–78                   | New York Rangers          | NHL                       | 79      | 38         | 43         | 81         | 53         | 3          | 0   | 1        | 1        | 5        |          |          |
| 1978–79                   | New York Rangers          | NHL                       | 80      | 42         | 36         | 78         | 37         | 18         | 8   | 12       | 20       | 20       |          |          |
| 1979–80                   | New York Rangers          | NHL                       | 80      | 34         | 44         | 78         | 73         | 9          | 3   | 3        | 6        | 8        |          |          |
| 1980–81                   | New York Rangers          | NHL                       | 41      | 7          | 13         | 20         | 20         | —          | —   | —        | —        | —        |          |          |
| OHA, EPHL och CPHL totalt | OHA, EPHL och CPHL totalt | OHA, EPHL och CPHL totalt | 169     | 68         | 96         | 164        | 172        | 6          | 1   | 4        | 5        | 9        |          |          |
| NHL totalt                | NHL totalt                | NHL totalt                | 1282    | 717        | 873        | 1590       | 910        | 130        | 61  | 76       | 137      | 138      |          |          |

### Internationellt
| År     | Lag    | Turnering     | Matcher | Mål | Assist | Poäng | Utv |
| ------ | ------ | ------------- | ------- | --- | ------ | ----- | --- |
| 1972   | Kanada | Summit Series | 8       | 7   | 6      | 13    | 15  |
| 1976   | Kanada | Canada Cup    | 7       | 4   | 3      | 7     | 0   |
| 1977   | Kanada | VM            | 10      | 7   | 3      | 10    | 14  |
| Totalt | Totalt | Totalt        | 25      | 18  | 12     | 30    | 29  |

## Meriter
- Stanley Cup – 1970 och 1972
- Art Ross Memorial Trophy – 1969, 1971, 1972, 1973 och 1974
- Hart Memorial Trophy – 1969 och 1974
- Lester B. Pearson Award – 1971 och 1973
- Lester Patrick Trophy – 1978
- Invald i Hockey Hall of Fame 1984
- Hans tröjnummer 7 blev pensionerat av Boston Bruins 1987
- Spelade All-Star-match 1969, 1970, 1971, 1972, 1973, 1974, 1977, 1978 och 1980
- Första spelaren att göra 60 mål under en säsong, och blev även under samma säsong den första spelaren att göra 70 mål. (1971)
- Ligger just nu femma i antal mål gjorda (717), tia i antalet poäng (1590) och på tjugo-första plats i antalet assist (873).
- Hade rekordet för skott på mål under en enda säsong (550 år 1971) (det näst bästa var då 528 som Aleksandr Ovetjkin sköt 2009).
- Har tretton säsonger i rad med mer än 30 mål gjorda vilket är näst bäst i historien.
- 1998 rankades han som nummer 18 i The Hockey News lista över de 100 bästa ishockeyspelarna.